# Шартр
Шартр (фр. Chartres) — місто та муніципалітет у Франції, у регіоні Центр — Долина Луари, адміністративний центр департаменту Ер і Луар. Населення — 38 447 осіб (01.01.2021).
Муніципалітет розміщений на відстані близько 80 км на південний захід від Парижа, 70 км на північний захід від Орлеана.

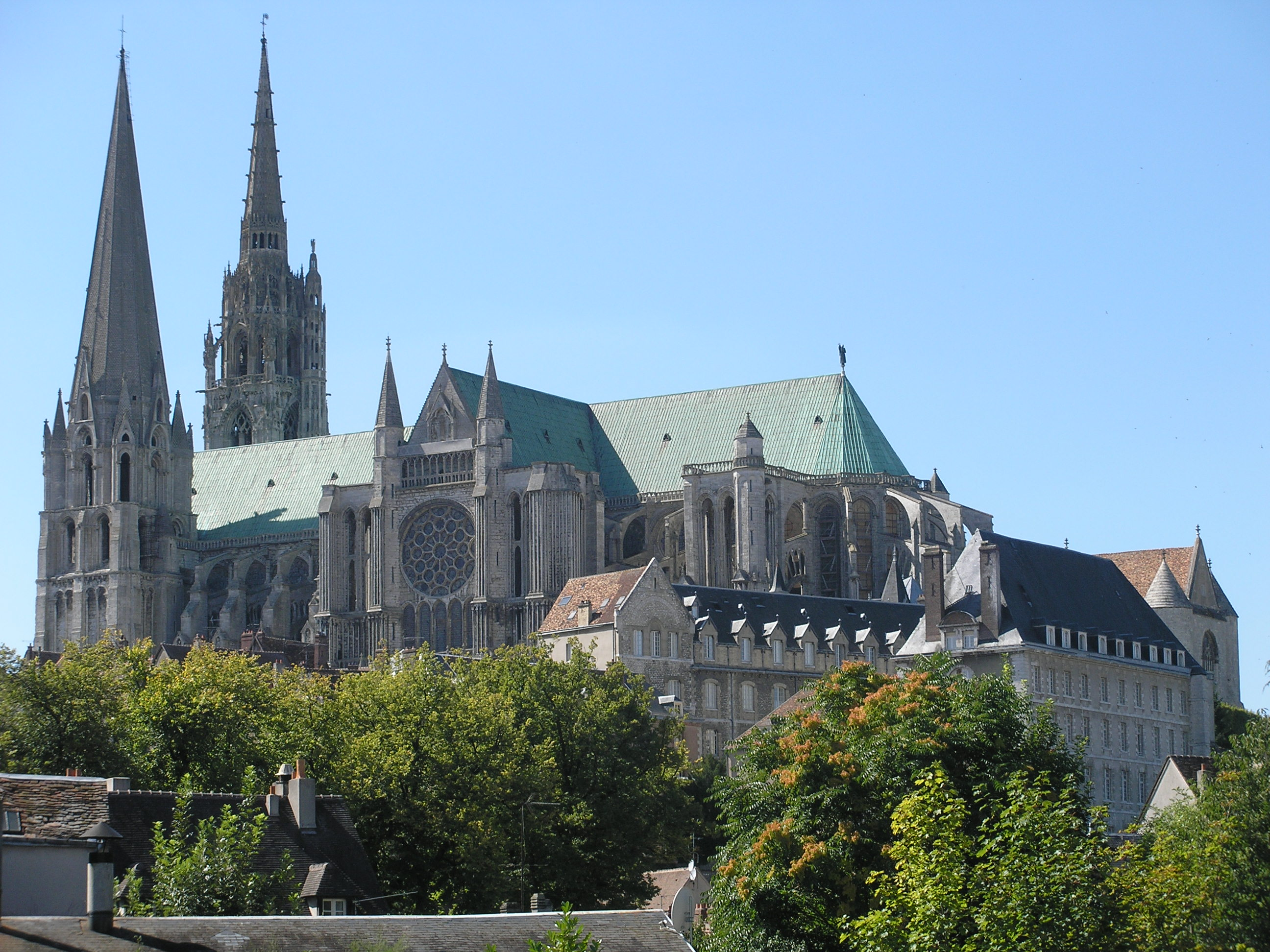
Шартрський собор

Населення міста 40,4 тисяч жителів (1999), з передмістями — 87 800 жителів. Машинобудування, хімічна, харчова промисловість; виробництво художнього скла, готової сукні. Вища музична школа. Музей витончених мистецтв.
На горбі, над старою частиною міста, — найвідоміший пам'ятник міста, знаменитий готичний собор Нотр-Дам (XII — XIII століття) з багатющим скульптурним убранням. Шартрський собор є місцем паломництва, а його башти підносяться над містом і над навколишньою долиною Бос (фр. Beauce). Собор увійшов до списку Світової спадщини ЮНЕСКО в 1979 році.

## Демографія
Динаміка населення (Cassini і INSEE ):
Розподіл населення за віком та статтю (2006):
| Стать | Всього | До 15 років | 15-24 | 25-44 | 45-64 | 65-85 | Понад 85 |
| --- | ------ | ----------- | ----- | ----- | ----- | ----- | -------- |
| Чоловіки | 18 859 | 3455        | 2901  | 5789  | 4265  | 2187  | 262      |
| Жінки | 21 157 | 3206        | 2977  | 5570  | 4868  | 3555  | 981      |
| \| Статево-вікова піраміда \| Статево-вікова піраміда \| Статево-вікова піраміда \| \| ----------------------- \| ----------------------- \| ----------------------- \| \| Чоловіки \| Вік \| Жінки \| \| 262 \| 85 + \| 981 \| \| 439 \| 80-84 \| 895 \| \| 570 \| 75-79 \| 911 \| \| 603 \| 70-74 \| 912 \| \| 575 \| 65-69 \| 837 \| \| 761 \| 60-64 \| 884 \| \| 1171 \| 55-59 \| 1254 \| \| 1158 \| 50-54 \| 1328 \| \| 1175 \| 45-49 \| 1402 \| \| 1256 \| 40-44 \| 1260 \| \| 1309 \| 35-39 \| 1247 \| \| 1480 \| 30-34 \| 1384 \| \| 1744 \| 25-29 \| 1679 \| \| 1638 \| 20-24 \| 1701 \| \| 1263 \| 15-20 \| 1276 \| \| 1085 \| 10-14 \| 1065 \| \| 1097 \| 5-9 \| 1005 \| \| 1273 \| 0-4 \| 1136 \| |        |             |       |       |       |       |          |
| Статево-вікова піраміда |        |             |       |       |       |       |          |
| Чоловіки | Вік    | Жінки       |       |       |       |       |          |
| 262 | 85 +   | 981         |       |       |       |       |          |
| 439 | 80-84  | 895         |       |       |       |       |          |
| 570 | 75-79  | 911         |       |       |       |       |          |
| 603 | 70-74  | 912         |       |       |       |       |          |
| 575 | 65-69  | 837         |       |       |       |       |          |
| 761 | 60-64  | 884         |       |       |       |       |          |
| 1171 | 55-59  | 1254        |       |       |       |       |          |
| 1158 | 50-54  | 1328        |       |       |       |       |          |
| 1175 | 45-49  | 1402        |       |       |       |       |          |
| 1256 | 40-44  | 1260        |       |       |       |       |          |
| 1309 | 35-39  | 1247        |       |       |       |       |          |
| 1480 | 30-34  | 1384        |       |       |       |       |          |
| 1744 | 25-29  | 1679        |       |       |       |       |          |
| 1638 | 20-24  | 1701        |       |       |       |       |          |
| 1263 | 15-20  | 1276        |       |       |       |       |          |
| 1085 | 10-14  | 1065        |       |       |       |       |          |
| 1097 | 5-9    | 1005        |       |       |       |       |          |
| 1273 | 0-4    | 1136        |       |       |       |       |          |

## Економіка
2010 року серед 25 408 осіб працездатного віку (15—64 років) 18 898 були активними, 6510 — неактивними (показник активності 74,4%, у 1999 році було 75,3%). З 18 898 активних мешканців працювали 16 382 особи (8302 чоловіки та 8080 жінок), безробітними було 2516 (1281 чоловік та 1235 жінок). Серед 6510 неактивних 2266 осіб було учнями чи студентами, 2111 — пенсіонерами, 2133 були неактивними з інших причин.

У 2010 році в муніципалітеті числилось 18231 оподатковане домогосподарство, у яких проживали 38253,5 особи, медіана доходів виносила 18 991 євро на одного особоспоживача

## Історія міста
У галльський період Шартр був столицею племені карнутів (Carnutes), їх іменем місто і назване. Шартр був зруйнований практично вщент під час набігів норманських племен і став столицею графства з Х ст. Нині — адміністративний центру округу Бос (Beauce), всесвітньо відомий завдяки собору Нотр-Дам, включеному ЮНЕСКО до списків шедеврів архітектури. Він височить на скелястому уступі над містом і видно здалеку на під'їзді. Собор, побудований в XII-XIII ст., володіє багатою колекцією вітражів. Його часто називають "кам'яною" або "скляною" біблією.

## Галерея зображень

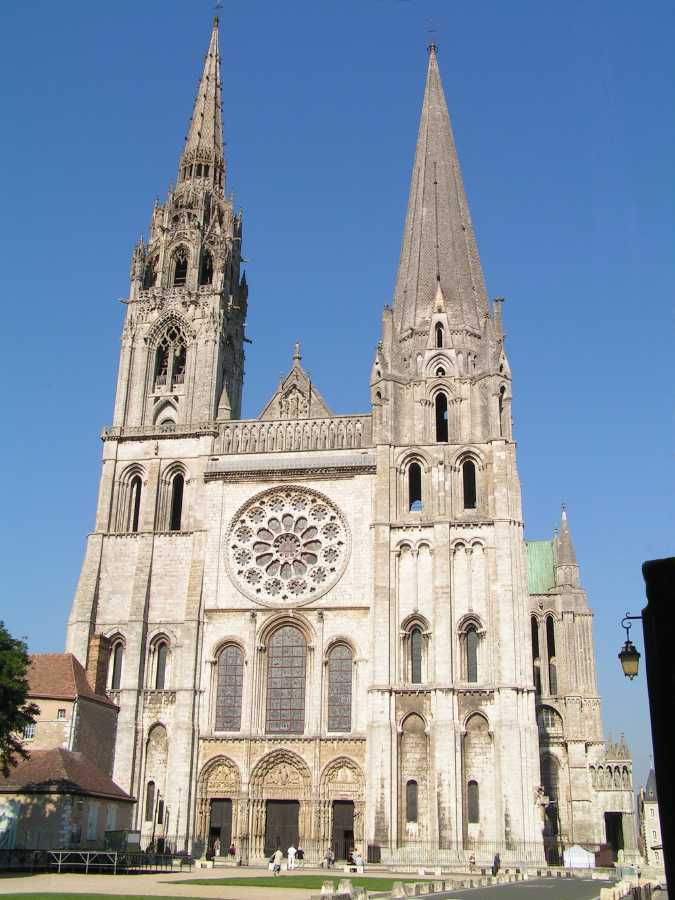
Шартрський собор